# Богданово (Тамбовская область)
Богда́ново — село в Ржаксинском районе Тамбовской области России. Административный центр Богдановского сельсовета.

## География
Село находится на берегу реки Мокрая Панда, на расстоянии 21 км к северо-востоку от посёлка городского типа Ржакса, административного центра района, и 81 км к юго-востоку от города Тамбов, административного центра области.

### Часовой пояс
Село Богданово, как и вся Тамбовская область, находится в часовой зоне МСК (московское время). Смещение применяемого времени относительно UTC составляет +3:00.

## Население
| 2002 | 2010 |
| ---- | ---- |
| 435  | ↘424 |

### Национальный состав
Согласно результатам переписи 2002 года, в национальной структуре населения русские составляли 99 % из 435 чел.